# Ahl al-Bayt
Ahlul-Bayt (Ahlulbayt/Ahl Al-Bayt)(arabisk: أهل البيْت, tyrkisk: Ehl-i Beyt) betyder Husets Folk og er en betegnelse brugt for medlemmerne af profeten Muhammeds husstand. 

## Hvem er med i Ahlul Bayt
Shia- og sunnimuslimer har forskelligt syn på, hvem der medtages i Ahlul-Bayt. Forskellen udspringer oftest af tolkningen af især Koranverset 33:33. 
Versene 33:32-34 lyder i sammenhæng, idet første del af vers 33 er markeret med rødt, og sidste del med grønt:
"32. O I Profetens hustruer, I er ikke som andre kvinder, hvis I er retfærdige. Vær ikke milde og undergivne i jeres tale, så den, der har en sygdom i sit hjerte, fatter (usømmelige) håb. Men før passende og sømmelig tale 33. Og forbliv med alvor og værdighed i jeres huse og pynt jer ikke, som man pyntede sig i den forrige uvidenhed(s dage), og hold bøn og giv zakat og adlyd Allah og Hans Sendebud. Allah ønsker kun at fjerne al urenhed fra jer, I husets folk [Ahlul Bayt], og at rense jer fuldstændigt 34. Og husk, hvad der forelæses i jeres huse af Allahs tegn og visdommen, thi Allah kender de mindste ting (og er) Alvidende".
Der er enighed mellem de to islamiske retninger om, at vers 33 inkluderer følgende personer:
- Profeten Muhammed
- Imam Ali ibn Abu Talib (profeten Muhammeds fætter og svigersøn)
- Fatima Al-Zahra (profeten Muhammeds datter, og kone til Imam Ali)
- Imam Hassan ibn Ali (Imam Ali og Fatimas ældste søn)
- Imam Husayn ibn Ali (Imam Ali og Fatimas næstældste søn og profeten Muhammeds barnebarn, som blev dræbt i et slag ved Karbala.)[1].

Forskelligheden i synspunkterne gælder, om Muhammeds hustruer er inkluderet i Ahlul Bayt.

### Sunni-synspunktet
Den generelle holdning blandt sunnimuslimer er, at profetens hustruer også er inkluderet i Ahlul Bayt, fordi disse omtales i første del af vers 33.

### Shia-synspunktet
Shiamuslimer inkluderer derimod ikke Muhammeds hustruer. Det sker primært ud fra en grammatisk analyse af det ovenfor citerede vers i sammenhæng med det foregående og efterfølgende vers. 
Shiamuslimer anser første sætning (med blå) i vers 33 for at være en fortsættelse af det foregående vers, mens den sidste sætning i vers 33 (med grønne) anses for at være en parentetisk sætning, dvs. en sætning som ikke binder sig til den foregående eller følgende sætning, fordi teksten før og efter den stadig ville hænge sammen, hvis den blev udeladt.. Parentetiske sætninger forekommer adskillige steder i Koranen.
Man støtter sig desuden på, at alle stedord ifølge Koranens originale tekst er hunkøn i vers 32 og i den første sætning i vers 33, men skifter til hankøn i den parentetiske sætning og tilbage til hunkøn i næste vers. Det er i sætningerne i hunkøn, Muhammeds hustruer omtales, mens sidste sætning i vers 33 altså omtaler Husets folk (Ahlul Bayt) i hankøn.